# Les Graulges
Les Graulges foi uma comuna francesa na região administrativa da Nova Aquitânia, no departamento Dordonha. Estendia-se por uma área de 4,13 km². Em 2010 a comuna tinha 68 habitantes (densidade: 16,5 hab./km²).
Em 1 de janeiro de 2017, passou a formar parte da nova comuna de Mareuil en Périgord.